# Beim ersten Mal
Beim ersten Mal (Originaltitel: Knocked Up, englische Umgangssprache für: Geschwängert) ist eine romantische Filmkomödie aus dem Jahr 2007 von Judd Apatow, der Regie führte und das Drehbuch schrieb. Hauptdarsteller sind Seth Rogen und Katherine Heigl.

## Handlung
Ben Stone, ein aus Kanada stammender 23-Jähriger, der ohne Aufenthaltserlaubnis in den USA wohnt, hat keinen Job und lebt von dem knappen Geld, das er vor zehn Jahren als Entschädigung erhalten hat, als er von einem Postfahrzeug angefahren wurde. Der etwas infantile und wenig ehrgeizige Ben lebt in einem Haus zusammen mit seinen Freunden, die, ebenso wie er, in erster Linie nur Spaß haben wollen und Drogen wie Marihuana oder Magic Mushrooms nicht abgeneigt sind. Gemeinsam haben sie den Plan, eine Website zu eröffnen, welche die exakte Dauer von Nacktszenen bekannter Schauspielerinnen in Filmen auflistet.
Alison Scott lebt im Haus ihrer Schwester Debbie, die einen Mann und zwei Kinder hat. Alison ist eine verantwortungsbewusste, ehrgeizige Frau, die beim Fernsehsender E! Entertainment Television arbeitet und gerade befördert wurde: Sie soll statt als Assistentin hinter der Kamera von nun an vor der Kamera Prominente interviewen. Alison will das zusammen mit ihrer Schwester feiern und beide gehen am Abend in einen Club.
Dort treffen sie zufällig auf Ben und seine Freunde. Ben und Alison trinken und tanzen gemeinsam und landen schließlich in Alisons Bett, wo es zum One-Night-Stand kommt. Ben soll ein Kondom benutzen, hat aber Probleme mit dem Überstreifen. Nachdem die erregte Alison ungeduldig wird, wirft er es neben das Bett und schläft mit ihr. Am darauffolgenden Morgen beschließen die beiden, getrennte Wege zu gehen, da sie nur wenig gemeinsam haben. Acht Wochen später stellt Alison fest, dass sie schwanger ist und kontaktiert Ben deswegen.
In einer Parallelhandlung wird die Geschichte von Alisons Schwester Debbie und deren Problemen mit ihrem Ehemann Pete gezeigt. Debbie verdächtigt Pete der Untreue. Es stellt sich jedoch heraus, dass er nur ab und an eine Auszeit vom Eheleben benötigt und ohne sie ins Kino geht oder mit Freunden Fantasy-Baseball spielt.
Alison will das Kind behalten und auch der Beziehung mit dem „Loser“ Ben eine Chance geben. Ben will unbedingt ein gemeinsames Leben mit Alison, da ihm inzwischen klar geworden ist, dass er sie liebt. Ben möchte Verantwortung übernehmen und beginnt Schwangerschafts-Literatur zu lesen und findet auch einen Job als Webdesigner. Er schafft es, sich von seinem regelmäßigen Marihuana-Rausch und den kindischen Freunden zu lösen und sucht sich eine eigene Wohnung.
Nachdem Alison ihrem Arbeitgeber ihre Schwangerschaft nicht mehr verheimlichen kann, wird sie zu ihrem Vorgesetzten zitiert. Es folgt überraschenderweise nicht der Rausschmiss, sondern die Beförderung zu einer eigenen „Schwangerschafts-Show“. Zum Happy End kommt es bei der Geburt der gemeinsamen Tochter.

## Produktion
Der Film ist eine Koproduktion von Universal Pictures und Apatow Productions, die Produktionskosten betrugen 30 Millionen US-Dollar. Sie wurden mit über 30 Millionen Dollar gleich am Startwochenende in den US-amerikanischen Kinos wieder eingespielt. Das Gesamteinspielergebnis liegt bei über 219 Millionen Dollar, über 148 Millionen (67,91 %) allein in den USA. Die Dreharbeiten wurden unter dem Arbeitstitel Untitled Judd Apatow Project durchgeführt.
Drehorte
Der Film wurde in Los Angeles, Pasadena, Santa Monica und in Las Vegas gedreht.
Im Einkaufszentrum Paseo Colorado, dem Huntington Memoriol Hospital in Pasadena und den E! Entertainment Television Studios wurden Innenaufnahmen durchgeführt.
Besetzung
Debbie wird von Leslie Mann gespielt, welche im richtigen Leben die Frau von Regisseur Judd Apatow ist. Die Kinder von Debbie und ihrem Mann Pete werden von den tatsächlichen Töchtern von Leslie Mann und Judd Apatow gespielt: Maude Apatow und Iris Apatow. Mehrere bekannte Personen haben in diesem Film einen Gastauftritt: Ryan Seacrest als Moderator und James Franco als Gast der Sendung „E! News“. Jessica Simpson, Jessica Alba, Andy Dick, Eva Mendes und Steve Carell als Gäste bei den MTV Movie Awards. Steven Brill erhielt eine Gastrolle als neuer Chef von Ben.

## Trivia
- Hauptdarstellerin Katherine Heigl erklärte in einem Interview, dass es ihr nicht gefiel, dass Frauen im Film nur als Zicken und Miesmacher dargestellt werden. Sie fand, dass der Film „ein bisschen sexistisch“ geworden wäre, da er Frauen als zänkische Weiber darstellen würde, die verklemmt und humorlos sind, Männer dagegen als liebenswürdige, alberne und lebenslustige Typen.[4]
- Der offizielle Soundtrack Strange Weirdos: Music From And Inspired By The Film Knocked Up wurde vom Folksänger Loudon Wainwright III und Joe Henry für den Film komponiert.
- Es sind immer wieder Filmausschnitte von Wild Things, Im Dutzend billiger und Carrie – Des Satans jüngste Tochter auf Fernsehbildschirmen zu sehen.

## Kino
Weltpremiere war am 21. Mai 2007 in Los Angeles. Auf den Seattle International Film Festival wurde der Film am 26. Mai 2007 vorgeführt und lief am 1. Juni in den US-amerikanischen und kanadischen Kinos an. Kinostart in Deutschland war am 23. August 2007. Am 23. September 2007 wurde Beim ersten Mal bei den Sea Film Festival in den Niederlanden vorgeführt, bevor er vier Tage später in den Kinos anlief. In Japan wurde der Film ebenfalls vorher auf einem Filmfestival (am 24. November 2008 bei den Old Town International Comedy Film Festival) vorgeführt, bevor er am 20. Dezember 2008 in die Kinos kam.

## Fortsetzung
Die Fortsetzung zu Beim ersten Mal wurde 2013 unter dem Namen Immer Ärger mit 40 veröffentlicht. Zwei Trailer zu Judd Apatows Filmkomödie Immer Ärger mit 40 wurden am 11. Dezember 2012 veröffentlicht.

## Kritiken
James Berardinelli schrieb auf ReelViews, der Film sei dem erfolgreichen Debütfilm des Regisseurs Jungfrau (40), männlich, sucht… ähnlich. Der „oft derbe“ Humor sei „wirklich lustig“. Der Film sei auch „überraschend berührend“.
Filmz.de schrieb, der Film sei „eine wundervolle Komödie über die Liebe und das Leben“, die „ein großes Herz für Außenseiter“ und „ein perfektes Gespür für witzige Situationen“ aufweise.
Die Zeitschrift Cinema schrieb, der Film sei eine „pfiffige Komödie mit Herz und Verstand“ und ein „Spiegel für alle, die schon mal in einer ernsthaften Beziehung gelebt haben“. „Die Balance aus hemmungslosen Albernheiten und tieferen Wahrheiten über das Verhältnis der Geschlechter“ mache den „Charme dieser Romanze aus“.
Das Lexikon des internationalen Films urteilt: „Leichtgewichtige Komödie, die die heikleren Konfliktstoffe des Sujets meidet. Bestenfalls lässt der Film durch ein überkommenes Rollenverständnis aufhorchen, als sich die Frau in die Abhängigkeit des Partners begibt und einen Großteil ihres Lebens seiner „Umerziehung“ zum verantwortungsbewussten Bürger widmet.“

## Auszeichnungen
- 2008 gewann der Film einen People’s Choice Award in der Kategorie „Favorite Movie Comedy“ (Lieblings-Film-Komödie).
- Der Film gewann 2007 in zwei Kategorien einen Teen Choice Award und war in zwei weiteren Kategorien nominiert.
- Für die Satellite Awards 2007 wurde der Film in drei Kategorien nominiert.
- Judd Apatow wurde in der Kategorie „Bestes Originaldrehbuch“ für einen Award der Writers Guild of America nominiert.

## Synchronisation
Die Synchronisation wurde von Berliner Synchron GmbH in Berlin unter der Regie von Kim Hasper durchgeführt.
| Darsteller            | Synchronstimme     | Rolle          |
| --------------------- | ------------------ | -------------- |
| Katherine Heigl       | Antje von der Ahe  | Alison Scott   |
| Joanna Kerns          | Heike Schroetter   | Alisons Mutter |
| Andy Dick             | Rainer Fritzsche   | Andy Dick      |
| Seth Rogen            | Tobias Kluckert    | Ben Stone      |
| Harold Ramis          | Jürgen Kluckert    | Bens Vater     |
| Bill Hader            | Tommy Morgenstern  | Brent          |
| Leslie Mann           | Bianca Krahl       | Debbie         |
| J.P. Manoux           | Gerald Schaale     | Dr. Angelo     |
| Louden Wainwright III | Ernst Meincke      | Dr. Howard     |
| Ken Jeong             | Stefan Krause      | Dr. Kuni       |
| Tim Bagley            | Hans Hohlbein      | Dr. Pellagrino |
| Eva Mendes            | Sandra Schwittau   | Eva Mendes     |
| Alan Tudyk            | Frank Schaff       | Jack           |
| James Franco          | Kim Hasper         | James Franco   |
| Jason Segel           | Olaf Reichmann     | Jason          |
| Jay Baruchel          | Marcel Collé       | Jay            |
| Jessica Alba          | Marie Bierstedt    | Jessica Alba   |
| Kristen Wiig          | Victoria Sturm     | Jill           |
| Charlyne Yi           | Dorette Hugo       | Jodi           |
| Jonah Hill            | Gerrit Schmidt-Foß | Jonah          |
| Martin Starr          | Julien Haggège     | Martin         |
| Paul Rudd             | Norman Matt        | Pete           |
| Ryan Seacrest         | Torsten Michaelis  | Ryan Seacrest  |
| Maude Apatow          | Julia Igelbrink    | Sadie          |
| Adam Scott            | Robin Kahnmeyer    | Samuel         |
| Steve Carell          | Uwe Büschken       | Steve Carell   |
| Craig Robinson        | Matti Klemm        | Türsteher      |